# Pitten (gmina)
Pitten – gmina targowa w Austrii, w kraju związkowym Dolna Austria, w powiecie Neunkirchen. Według Austriackiego Urzędu Statystycznego liczyła 2 532 mieszkańców (1 stycznia 2014).